# Barling Magna
Barling Magna är en civil parish i Rochford i Essex i England. Den har 1 740 invånare (2011). Det inkluderar Barling, Little Wakering, Potton Island och Stonebridge.